# عدنية شبلي
عدنية شبلي (بالإنجليزية: Adania Shibli) كاتبة وُلدت في فلسطين عام 1974. تقيم في برلين، حازت مرتين جائزة مؤسسة عبد المحسن القطّان للكتاب الشباب، الأولى عن روايتها «مَساس» و«كلّنا بعيد بذات المقدار عن الحب».
تُرجمت أعمالها إلى عدد من اللغات، من بينها الإنجليزية والفرنسية والألمانية والإيطالية والعبرية. فازت روايتها "تفصيل ثانوي" التي صدرت عام 2017، عن دار الآداب بجائزة ليبراتو بريس 2023، وهي جائزة أدبية تمنحها الجمعية الأدبية الألمانية "ليتبروم"، بعد أن ترجمها إلى الألمانية "غونتر أورت". كما وصلت الرواية عام 2021 في ترجمتها الإنكليزية، من طرف اليزابيث جاكيت، إلى قائمة جائزة بوكر الدولية، وفي عام 2022 إلى القائمة القصيرة لجائزة الأدب الدولية التي تمنحها دار ثقافات العالم في برلين.
في اكتوبر 2023، أثار موقف إدارة معرض فرانكفورت الدولي للكتاب بالدعم الكامل لإسرائيل في حرب غزة والغاء حفل تكريم عدنية شبلي وتسليمها جائزة "ليتبروم" عن روايتها "تفصيل ثانوي"، انتقادات نحو 1000 كاتب عالمي، منهم 3 فائزين بجائزة نوبل، وإنسحب كُتاب منهم سعيد خطيبي، شادي لويس بطرس ودور نشر منها "وزارة التعليم الماليزية"، "إتحاد الناشرين الاندونيسيين"، "إتحاد الناشرين العرب"، "إتحاد الناشرين السوريين" و"هيئة الشارقة للكتاب" من معرض فرانكفورت للكتاب. أصدر "اتحاد الكتاب التونسيين" بياناً تضامنياً مع الكاتبة.

## سيرة
ولدت عدنية شبلي في قرية الشبلي في الجليل الأعلى في فلسطين في العام 1974، وتقيم في برلين. حصلت على درجة الدكتوراه من كلية العلوم الإنسانية والاجتماعية في جامعة شرق لندن العام 2009، عن أطروحتها
Visual terror: a study of the visual compositions of the 9/11 attacks and major attacks in the 'War on Terror' by British and French television networks (بالعربية: الإرهاب المرئي: دراسة التراكيب المرئية لهجمات 11 سبتمبر والهجمات الكبري في «الحرب على الإرهاب» لشبكات التلفزيون البريطانية والفرنسية). نالت أستاذية فريدريك دورينمات الضيف في جامعة برن، وعملت محاضرة في جامعة نوتنغهام، وبروفيسورة زائرة في دائرة الفلسفة والدراسات الثقافية في جامعة بيرزيت منذ 2013.

## أعمالها
- رواية: مساس، دار الآداب للنشر والتوزيع، 2001.
- رواية: كلنا بعيد بذات المقدار عن الحب، كتب كلوكروتس، 2004.
- رواية: تفصيل ثانوي، دار الآداب للنشر والتوزيع 2017.[23]
- مجلة: المبتدأ، مؤسسة عبد المحسن قطان، 2021.

ولها أيضًا مع آخرين:
- A journey of ideas across in dialog with Edward Said[24]
- Touch[25]
- Mona Hatoum terra infirma[26]
- Minor detail[27]

## جوائز
- جائزة الرواية في مسابقة الكاتب الشاب الصادرة عن مؤسسة عبد المحسن القطان: فازت بها مرتين: الأولى في العام 2001 عن روايتها «مساس»[28]، الثانية في العام 2003 عن روايتها «كلّنا بعيد بذات المقدار عن الحب».[9]

- ترشحت روايتها «تفصيل ثانوي» للقائمة الطويلة لجائزة البوكر الدولية التي تمنحها مؤسسة مان بوكر في لندن، 2021.[29]
- جائزة ليبراتو بريس 2023 عن روايتها تفصيل ثانوي